# Cleopatra (pel·lícula de 1934)
 Cleopatra és una pel·lícula estatunidenca dirigida per Cecil B. Demille, estrenada el 1934.

## Argument
Aquesta pel·lícula posa l'accent sobre la vida amorosa de Cleòpatra, que va estimar en principi Juli Cèsar, després Marc Antoni. Es va suïcidar després de la conquesta d'Egipte per Octavi.

## Repartiment
- Claudette Colbert: Cleòpatra
- Warren William: Juli Cesar
- Henry Wilcoxon: Marc Antoni
- Gertrude Michael: Calpurnia
- Joseph Schildkraut: Herodes
- Ian Keith: Octavi
- Charles Aubrey Smith: Enobardus
- Arthur Hohl: Brutus
- Robert Warwick: General Achillas
- Harry Beresford: L'endeví
- William Farnum: Lepidus
- Lionel Belmore: Fidius

I, entre els actors que no surten als crèdits:
- John Carradine: Un oficial romà
- David Niven: Un esclau

## Al voltant de la pel·lícula
Aquesta pel·lícula ha estat nominada als Oscars de l'any 1934, però els cinc Oscars més importants van anar per la pel·lícula "Va succeir una nit" de Frank Capra, amb Claudette Colbert com a actriu principal igualment. Clint Eastwood fa referència a aquesta cerimònia a L'intercanvi.
Vistosa, espectacular i per moments, delirant recreació d'aquesta atractiva i gastada pàgina de la història, interpretada per nombrosos escriptors, poetes i artistes de tota mena. En aquesta ocasió partim d'una demencial elecció d'intèrprets, uns decorats i un vestuari dignes de De Mille i una posada en escena que involuntàriament ens ofereix alguns moments francament divertits. En resum un dels treballs menys polits de l'autor de "Samsó i Dalila", però en qualsevol cas, un impagable entreteniment.

## Premis i nominacions

### Premis
- Oscar a la millor fotografia 1935 per Victor Milner

### Nominacions
- Oscar a la millor pel·lícula
- Oscar a la millor edició de so per Franklin Hansen (director de so del Paramount Studio Sound Department)